# Cyrano de Bergerac (film fra 1990)
 For alternative betydninger, se Cyrano de Bergerac (flertydig). (Se også artikler, som begynder med Cyrano de Bergerac)
Cyrano de Bergerac er en fransk film fra 1990 af Jean-Paul Rappeneau.

## Medvirkende
- Gérard Depardieu som Cyrano de Bergerac
- Anne Brochet som Roxane
- Vincent Perez som Christian de Neuvillette
- Jacques Weber som Comte Antoine de Guiche
- Roland Bertin som Ragueneau
- Philippe Morier-Genoud som Le Bret
- Pierre Maguelon som Carbon de Castle-Jaloux
- Sandrine Kiberlain som Colette